# Enrico II di Nassau
Enrico II di Nassau, soprannominato il Ricco (1180 circa – 26 aprile 1247/1248/1249/1250, prima del 25 gennaio 1251), fu conte di Nassau. Si distinse principalmente per il suo spirito cavalleresco e devoto. Fu un uomo caritatevole e concesse grandi donativi alla chiesa, facendo in modo che monasteri e case di preghiera nel Nassau godettero di un periodo di significativa prosperità. Le concessioni maggiori vennero fatte all'Ordine teutonico in occasione dell'ingresso del fratello nell'ordine, come contropartita per la rinuncia ai diritti di successione sulla contea. Enrico partecipò alla sesta crociata e fece edificare i castelli di Sonnenberg, Ginsburg e Dillenburg.

## Biografia
Enrico II era il figlio maggiore del conte Valderamo I di Nassau e di una certa Cunegonda, probabilmente figlia di un conte di Sponheim o del conte Poppone II di Ziegenhain.
Enrico è menzionato per la prima volta in un documento datato 20 marzo 1198, assieme alla madre e al fratello Roberto IV. Il fatto che fossero menzionati significa che egli ed il fratello erano all'epoca maggiorenni, cioè avevano raggiunto l'età di dodici anni.
Enrico II è riportato come conte di Nassau tra il 1198 e il 1247. Regnò congiuntamente con il fratello fino al 1230.

### Politica nazionale
Nella politica del Sacro Romano Impero, Enrico fu generalmente un leale sostenitore degli imperatori della dinastia Hohenstaufen. Ciononostante, tra il 1209 e il 1211, egli sostenne Ottone IV di Brunswick, rivale degli Hohenstaufen, prima di cambiare fazione e supportare la candidatura di Federico II. Tra il 1212 e il 1214 egli tenne prigioniero il nemico dell'imperatore, nonché suo personale rivale, Tedorico II, arcivescovo di Treviri. Nel 1214 Enrico II si trovava a Jülich con l'imperatore Federico II; nel 1223 era a Worms e nel 1224 a Francoforte con Enrico, figlio di Federico. Nel 1228 Enrico partecipò alla sesta crociata. Nel 1231 Enrico prese parte alla dieta imperiale di Worms e nel 1232 fu presente all'assemblea imperiale di Federico II a Ravenna.
In seguito Enrico appoggiò il partito papale, cosicché il figlio di Federico, Corrado IV, emanò una condanna nei suoi confronti nel 1241, della quale poco è conosciuto. Nel 1247 Enrico II di Nassau supportò l'elezione dell'antire Guglielmo II d'Olanda, che confermò tutti i possedimenti imperiali di Enrico e gli concesse il diritto di conio.

### Politica locale

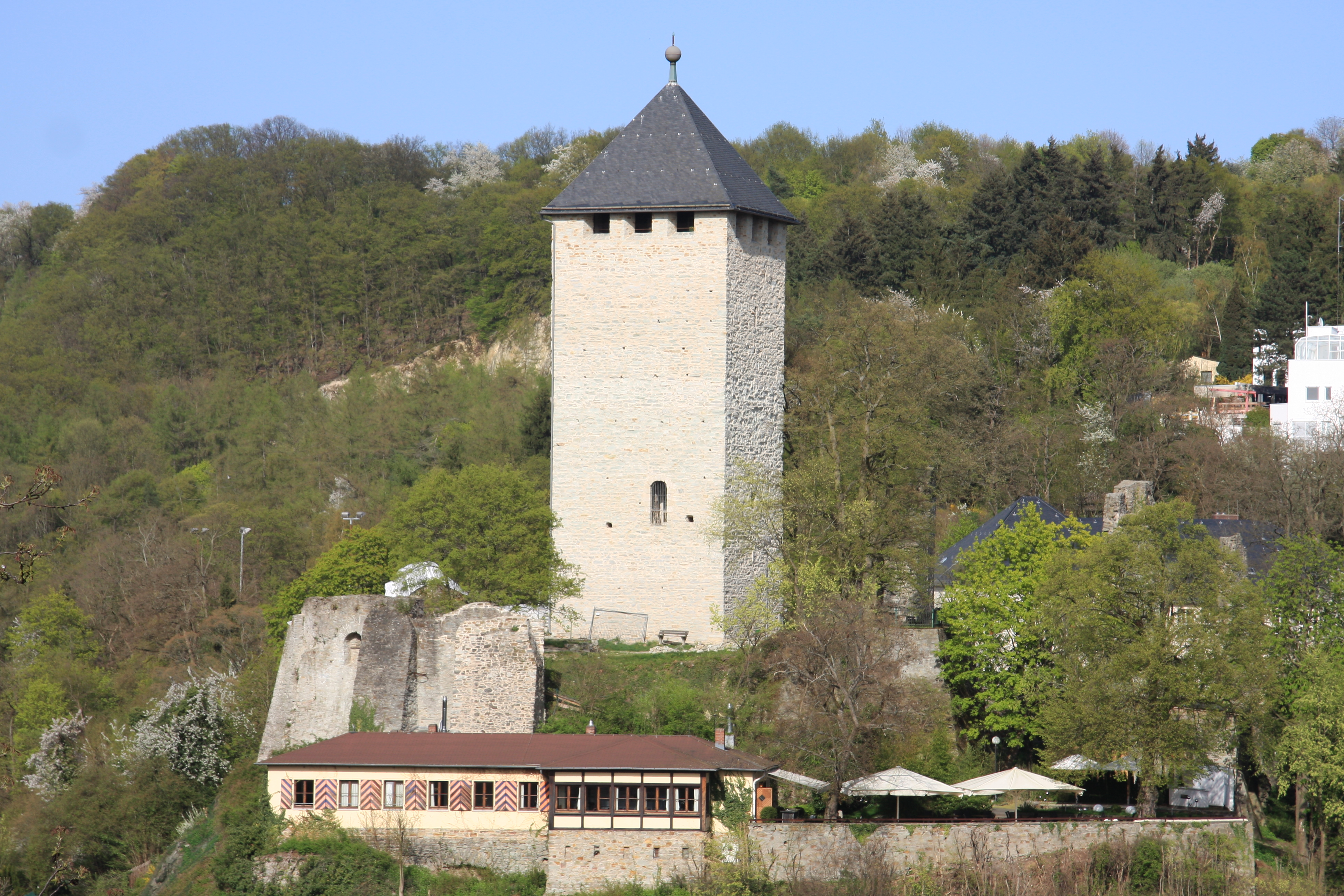
Castello di Sonnenberg

Il padre di Enrico aveva ricevuto il Königshof (corte) di Wiesbaden dall'imperatore Federico Barbarossa, come ricompensa per il supporto fornito all'impero nel corso dei conflitti del 1170-1180. I possedimenti del casato di Nassau nell'area vennero ulteriormente incrementati attorno al 1214 quando Enrico II ricevette il protettorato imperiale su Wiesbaden e il circostante Königssondergau che egli detenne come feudi. Attorno all'anno 1200, Enrico ed il fratello Roberto iniziarono la costruzione del castello di Sonnenberg sullo sperone di Spitzkippel, nei monti Taunus, sopra Wiesbaden; l'edificazione della roccaforte aveva lo scopo di fungere da protezione contro l'Elettorato di Magonza ed i suoi vassalli, tra cui i Signori di Eppstein, che detenevano dei territori ai confini con Wiesbaden. Il capitolo della cattedrale di San Martino di Magonza reclamò Sonnenberg come sua proprietà; per comporre la disputa, Nassau pagò 30 marchi al capitolo della cattedrale per acquistare il terreno su cui avevano costruito il maniero. Enrico e Roberto vennero inoltre costretti ad accettare la sovranità degli arcivescovi di Magonza su Sonnenberg, tenendo il castello come feudo arcivescovile.

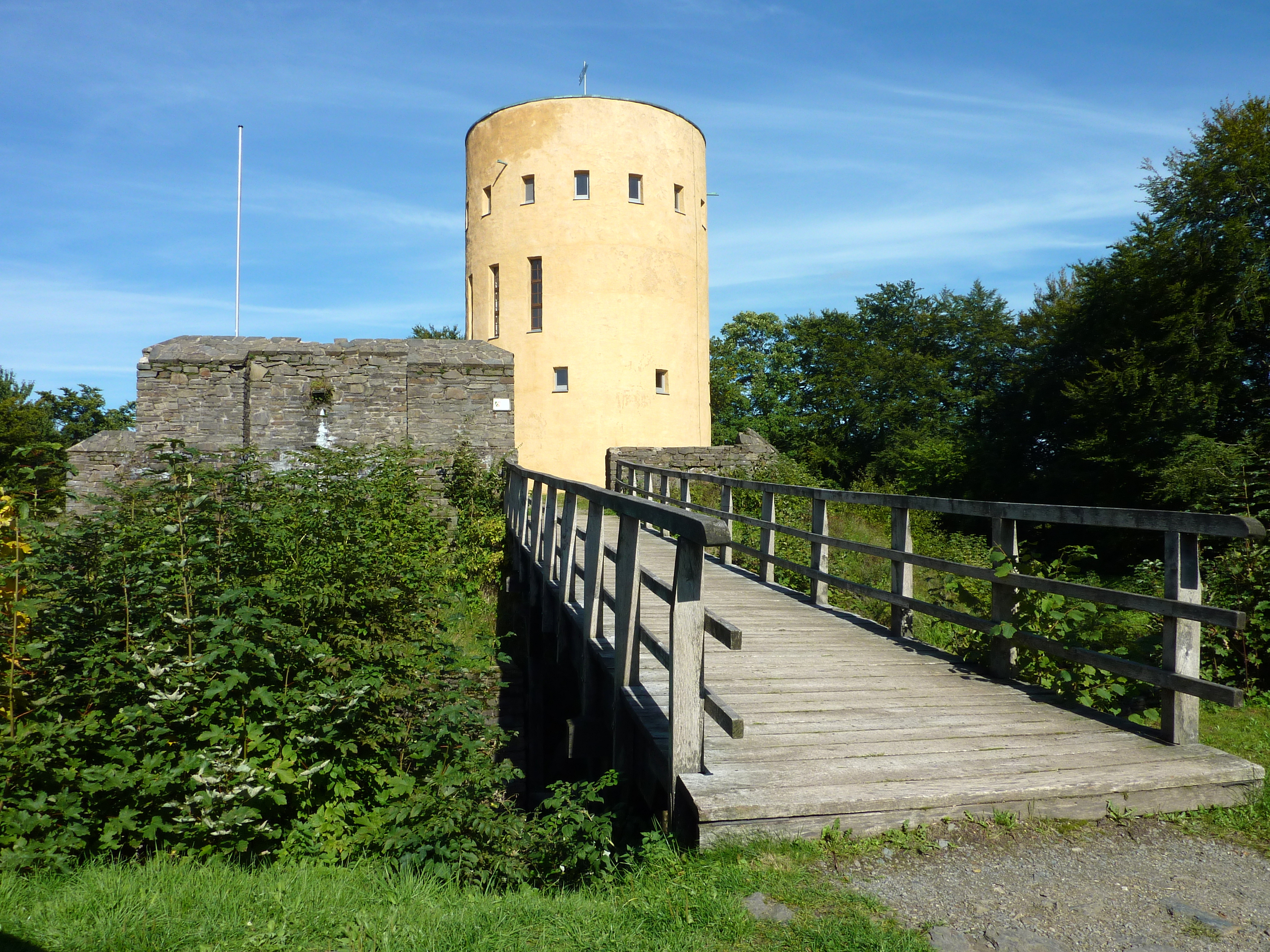
Castello di Ginsburg

Verso la fine del XII secolo, Valderamo I era stato in grado di rafforzare il proprio potere nelle terre del basso Lahn. Grazie all'eredità dei conti di Arnstein, egli succedette loro nel protettorato, per conto dell'Arcidiocesi di Treviri, su Coblenza, Pfaffendorf (attualmente un quartiere di Coblenza), Niederlahnstein e Humbach (Montabaur). Attorno al 1230, però, l'influenza di Treviri sui territori lungo il Reno e il Lahn si era rafforzata a sufficienza per estromettere il Nassau dalla maggioranza dei protettorati arcivescovili. L'arcivescovo di Treviri aveva infatti fortificato Montabaur attorno all'anno 1217 per proteggere dai conti di Nassau i propri possedimenti sulla riva destra del Reno.
Nel 1224 Enrico II trovò il sostegno di Engelberto di Berg, arcivescovo di Colonia, che lo nominò suo Hofmarschall e Schenk, un titolo onorifico che in origine significava "coppiere". In cambio della protezione contro gli Elettorati di Magonza e Treviri, Enrico dovette cedere metà di Siegen a Colonia; i conti di Nassau mantennero invece i propri diritti sovrani sul Siegerland, la regione che circonda la città di Siegen, dove sopravvissero esplicitamente fino al 1259 l'importante Hohe Gerichtsbarkeit (Alta Giurisdizione) e il Wildbann (Riserva di caccia).

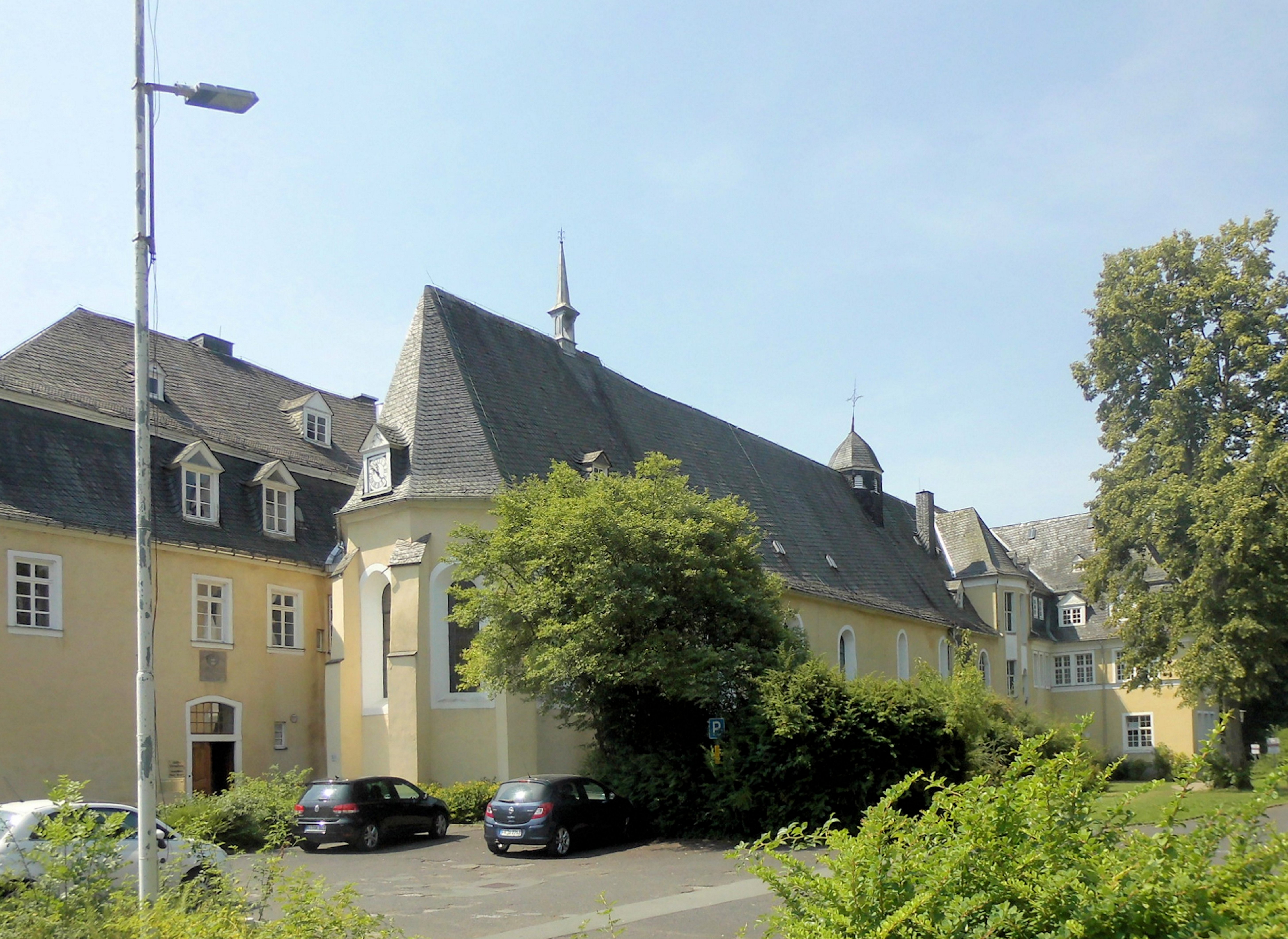
Abbazia di Keppel

Durante il suo regno dovette combattere per ottenere il controllo su numerosi feudi, in particolar modo con i nobili von Willnsdorf per Siegen e con i von Merenberg per il Landgericht Rucheslo, nell'Erdehegaue. Nel Siegerland, Enrico fece costruire il castello di Ginsburg.
Il fratello di Enrico, Roberto, era entrato nell'Ordine Teutonico nel 1230. Alla sua morte, avvenuta nel 1239, Roberto lasciò la propria eredità all'Ordine. Enrico II dovette trattare a lungo con i cavalieri teutonici per evitare qualunque divisione della contea.
Enrico detenne anche il gran protettorato sulla Diocesi di San Giorgio di Limburg an der Lahn durante la costruzione della cattedrale. Su richiesta del suo vassallo Friedrich von Hain, nel 1239 Enrico trasferì le rendite delle parrocchie di Netphen all'abbazia premostratense di Keppel, nei pressi di Hilchenbach. I discendenti di Enrico assunsero in seguito il protettorato del monastero.
Le politiche adottate da Enrico nella marca di Herborn irritarono le locali famiglie aristocratiche; attorno al 1240 fece quindi costruire il castello di Dillenburg per meglio sottomettere al proprio volere i dissidenti. Nel 1248 la secolare faida di Dernbach era già iniziata da tempo e aveva coinvolto l'Assia, nel frattempo impegnata anche nel contesto della guerra di successione della Turingia, scoppiata a seguito di una faida avviata da Enrico II contro Sofia di Turingia, duchessa consorte di Brabante, e il figlio Enrico I il Bambino d'Assia proprio per il controllo della marca di Herborn. Questi dissidi avrebbero inficiato i rapporti tra l'Assia e il Nassau ben oltre la morte di Enrico II di Nassau.

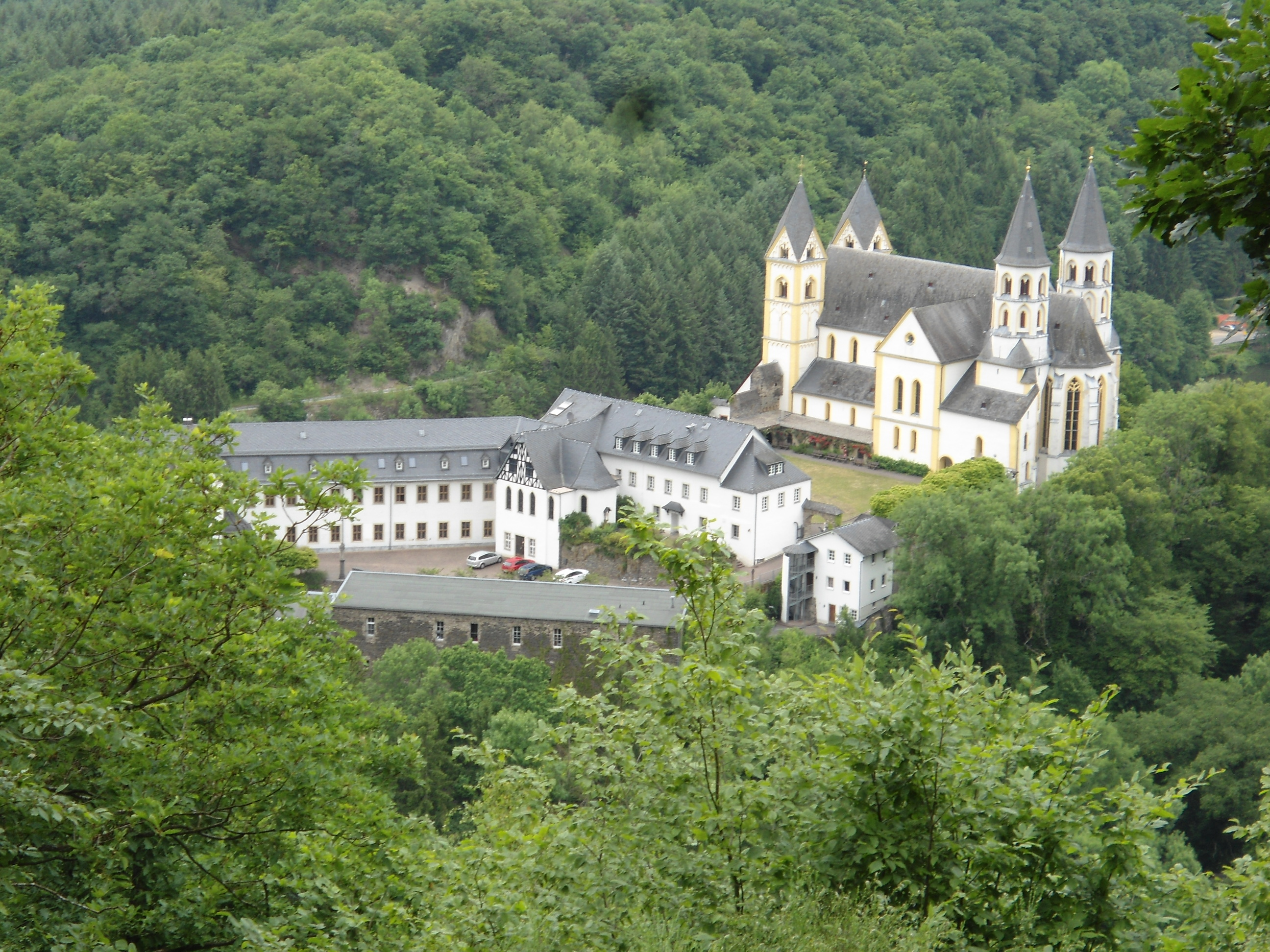
Abbazia di Arnstein

Il necrologio nell'abbazia di Arnstein documenta la morte di Henrici comitis de Nassauwe, qui contulit nobis ecclesiam in Diffenbach inferiori [...] il 26 aprile. Enrico è ancora menzionato in un documento del 1247, mentre è dato per morto in un contratto del 25 gennaio 1251. Questo significa che morì il 26 aprile di un anno compreso tra il 1247 e il 1250.
Egli venne succeduto nel titolo di Conte di Nassau congiuntamente dai due figli Valderamo II e Ottone I.

## Matrimonio e discendenza
Prima dell'11 dicembre 1215, Enrico II di Nassau sposò Matilde di Gheldria e Zutphen (m. 28 ottobre 1247 o successivamente), del casato di Egmond, figlia minore del conte Ottone I di Gheldria e Zutphen e di Riccarda di Baviera, figlia a sua volta di Ottone I di Wittelsbach, duca di Baviera.
Dal matrimonio nacquero i seguenti figli:
- Roberto (m. 19 settembre prima del 1247),[1][2] a cui vennero concessi diritti allodiali a Diez e Ober-Lahnstein da parte dell'Arcivescovo di Treviri;[4] fu un cavaliere dell'Ordine teutonico;[2]
- Valderamo II (1220 circa - 24 gennaio 1276), succedette al padre come conte di Nassau insieme al fratello Ottone I, e fu il capostipite della linea valderamica del casato di Nassau;
- Ottone I (m. tra il 3 maggio 1289 e il 19 marzo 1290), succedette al padre come conte di Nassau insieme al fratello Valderamo II, ed è l'antenato della linea ottoniana del casato;
- Enrico (m. 28 maggio dopo il 1247),[1] fu monaco nell'abbazia di Arnstein;[1][2]
- Elisabetta (1225 circa - dopo il 6 gennaio 1295), sposò Gerardo III, signore di Eppstein;[1]
- Gerardo (m. tra il 7 aprile 1312 e il 20 settembre 1314),[12] fu un uomo di chiesa;
- Giovanni (m. 13 luglio 1309), fu principe vescovo di Utrecht dal 1267 al 1290;[1][2]
- Caterina (m. 27 aprile 1324), divenne badessa dell'abbazia di Altenberg, vicino a Wetzlar, nel 1249;[2]
- Jutta (m. 1313), sposò Giovanni I, signore di Cuijk;[1]
- Irmgard (m. 1º agosto 1297), fu badessa di Val-Benoît.[1]